# Violina Linda Pedro
Violina Linda Pedro, née en 1951 ou 1952, est une joueuse de boulingrin tokelauane.
Elle obtint dans cette discipline la première médaille d'or jamais remportée par les Tokelau dans une compétition sportive internationale, lors des Jeux du Pacifique sud à Apia en 2007. Pedro obtint l'or en double féminin avec Opetera Samakia Ngatoko, puis une deuxième médaille d'or lors de l'épreuve individuelle,.